# Hermann Christian Neupert

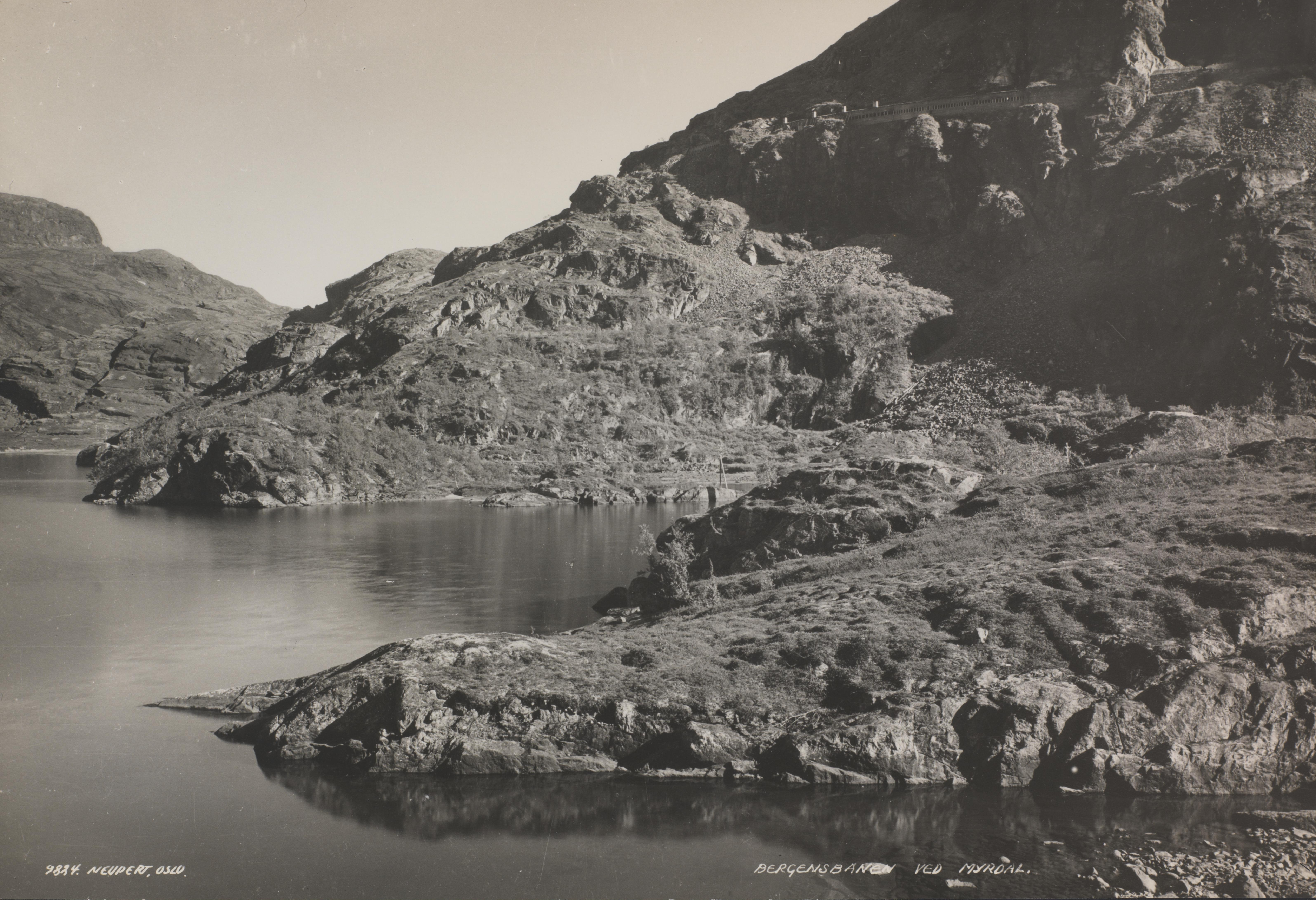
Bergen železniční trať na Myrdal, Aurland, Sogn a Fjordane

Hermann Christian Neupert (28. června 1875, New York – 6. ledna 1941) byl norský fotograf původem z USA. V Norsku pracoval asi od roku 1909. Od začátku pobytu až do roku 1932 v Oslu a od roku 1920 do roku 1930 střídavě v Drøbaku. Neupers byl svobodný.

## Životopis
Neupert byl syn Holo Villerse Neuperta a Jenni Jonsson. V otcově papírenské firmě začal pracovat v roce 1891. Na počátku 20. století začal fotografovat krajinu, ale neměl žádné studio, jen temnou komoru ve svém bytě na adrese Cort Adelers gate 32 v Oslu.
Fotografoval pro Norské státní železnice, ale také dodával snímky pro společnost Mittet & Co. Neupert byl švagrem Ingebrigta Mitteta, kterému pomáhal vyrábět prospekty. A právě společnost Mittet & Co. pravděpodobně ve třicátých letech převzala celou jeho sbírku negativů. Kromě asi 200 negativů, které si společnost nechala, dali později celou sbírku Norskému národnímu muzeu kulturního dědictví Riksantikvaren, které pak některé z nich předala do Norského technického muzea a další do Norského lidového muzea.

## Galerie

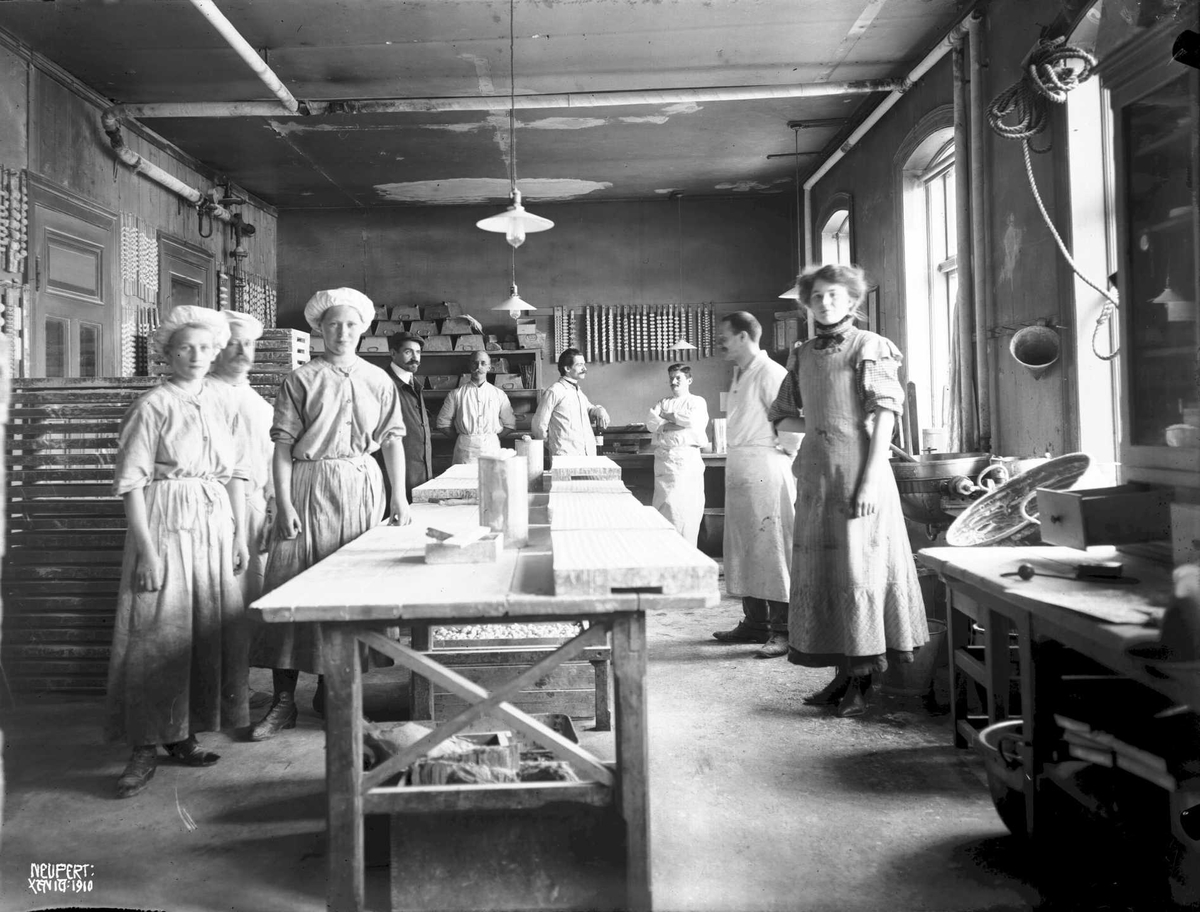
Továrna na čokoládu, Carl Kraffts Sjokoladefabrikk, 1910
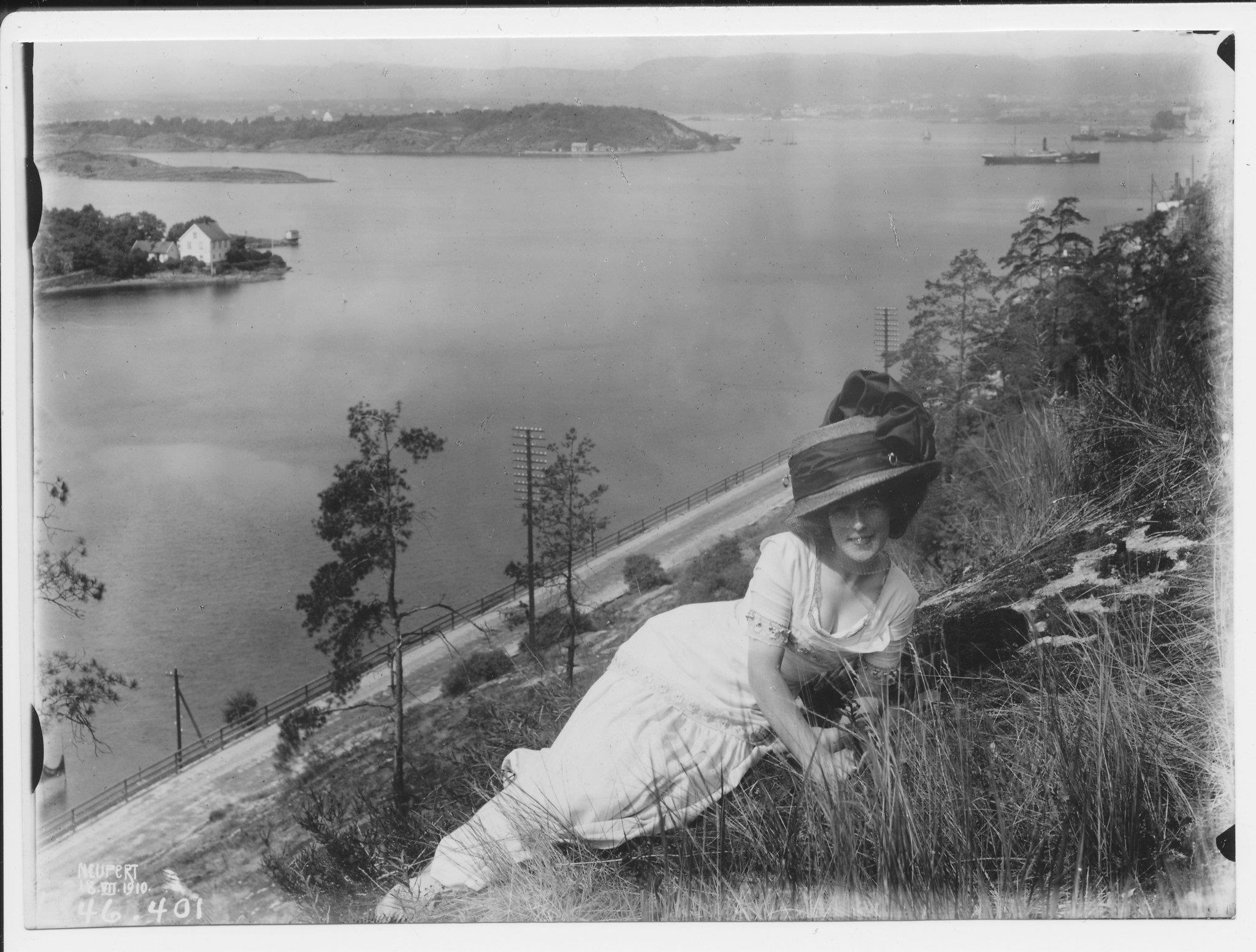
Frida Andersen, 1910
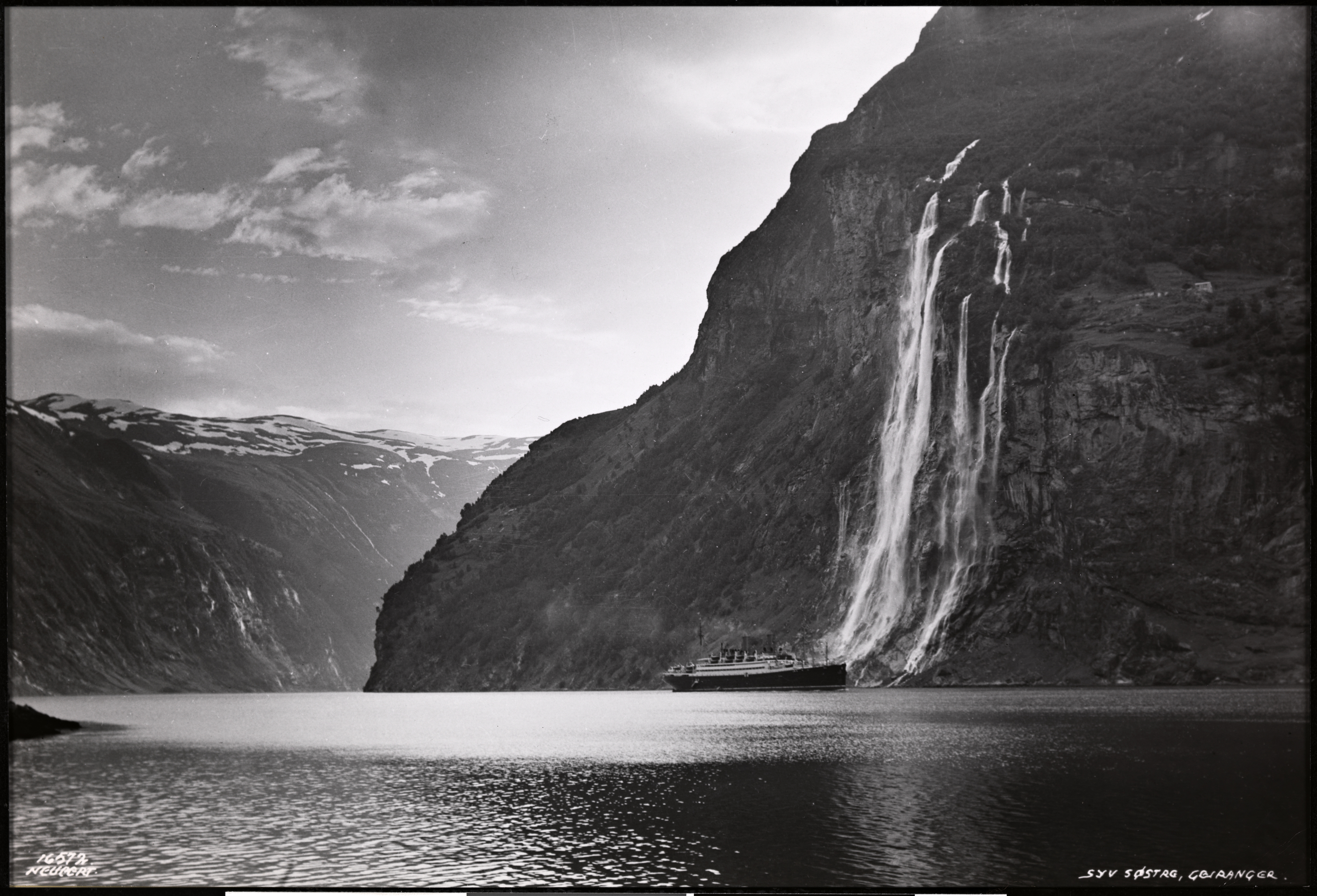
Syv Søstre (Sedm sester), Geiranger
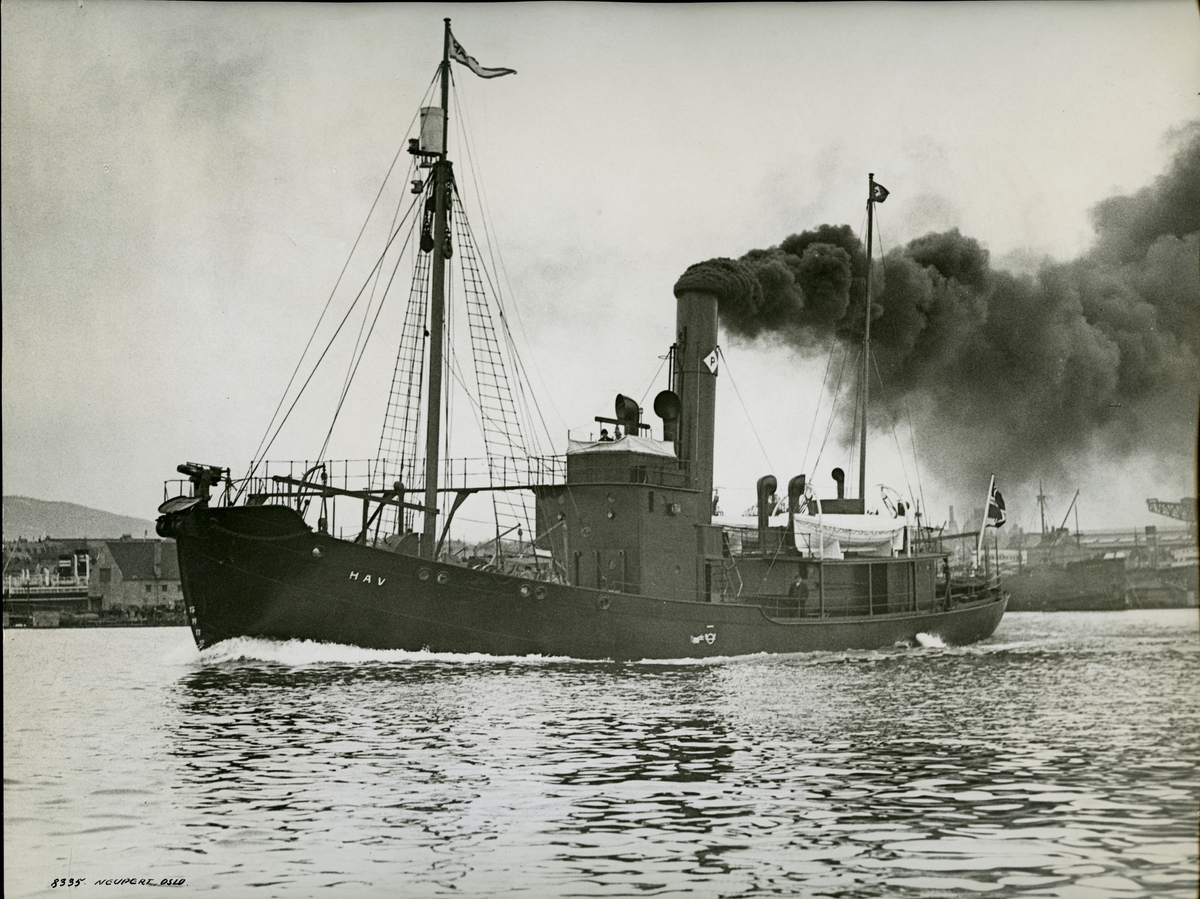
Velrybářská loď
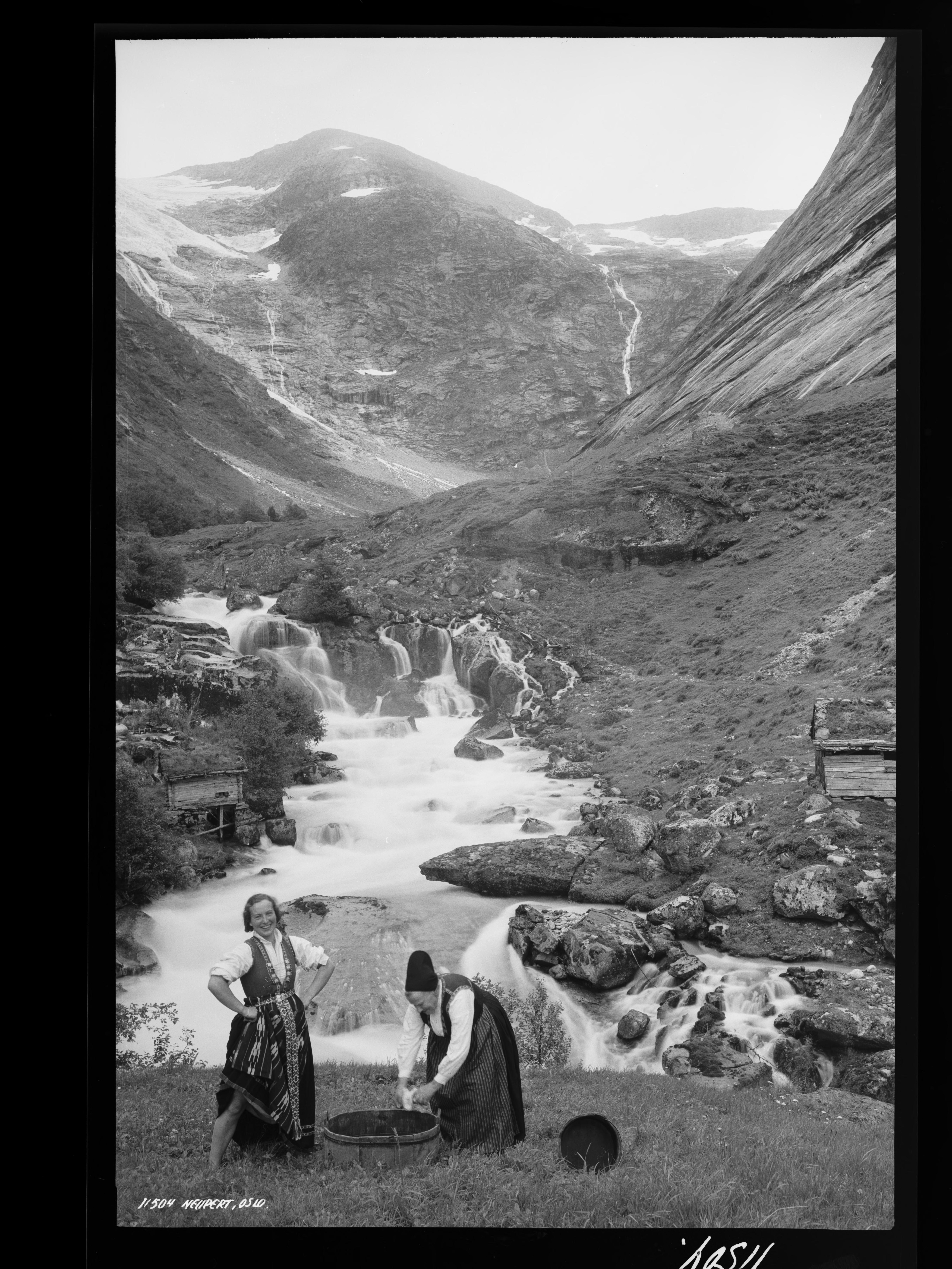
Praní prádla v horách